# Djuragenterna
Djuragenterna (engelska: Spycies) är en fransk-kinesisk animerad film från 2019 i regi av Guillaume Ivernel.

## Handling
Specialagenten Victor Willis är spion hos Secret Service, men han är inget vidare på att följa order. Tillsammans med den nya dataspelsgalna agentråttan Hector blir Victor ivägskickad till en avlägsen plattform för att vakta det superhemliga materialet Radiuzite.

## Rollista

### Svenska röster
- Anton Raeder – Hector
- Mikael Regenholz – Victor
- Beata Harryson – Chloe
- Daniel Sjöberg – Doktorn
- Adam Fietz – Kotor
- Josefina Hylén – Mia[1]